# 大町市
大町市（おおまちし）は、長野県の北西部にある市。立山黒部アルペンルートの長野県側玄関口として有名。1954年（昭和29年）市制施行。

## 概要
市の北部には仁科三湖と呼ばれる3つの構造湖が南北に連なっており、糸魚川静岡構造線活断層系が走っていると考えられている。
大町・北安曇地区の唯一の市であり、政治・経済の都市機能が集積している。

## 地理

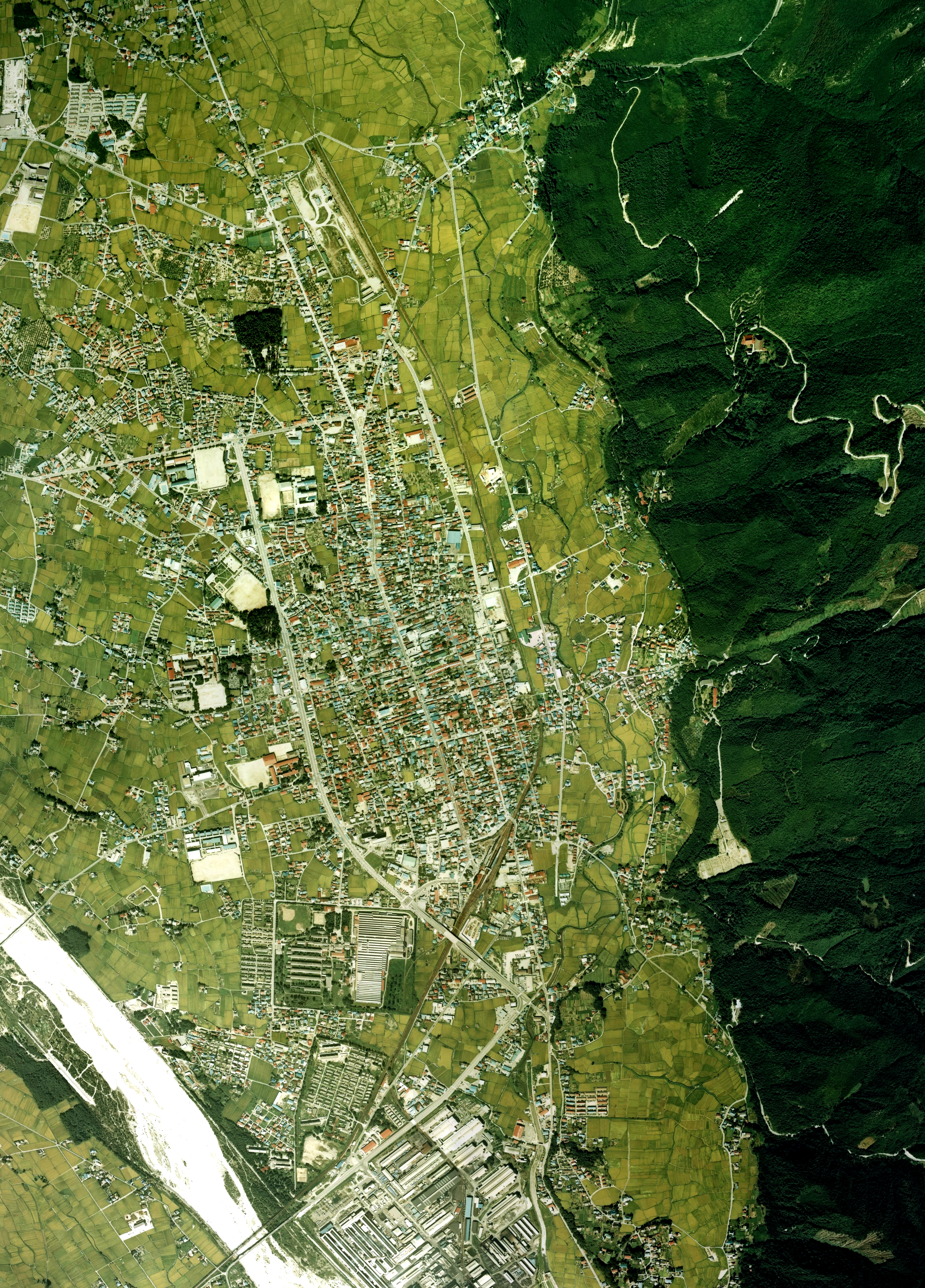
大町市中心部周辺の空中写真。1977年撮影の8枚を合成作成。。

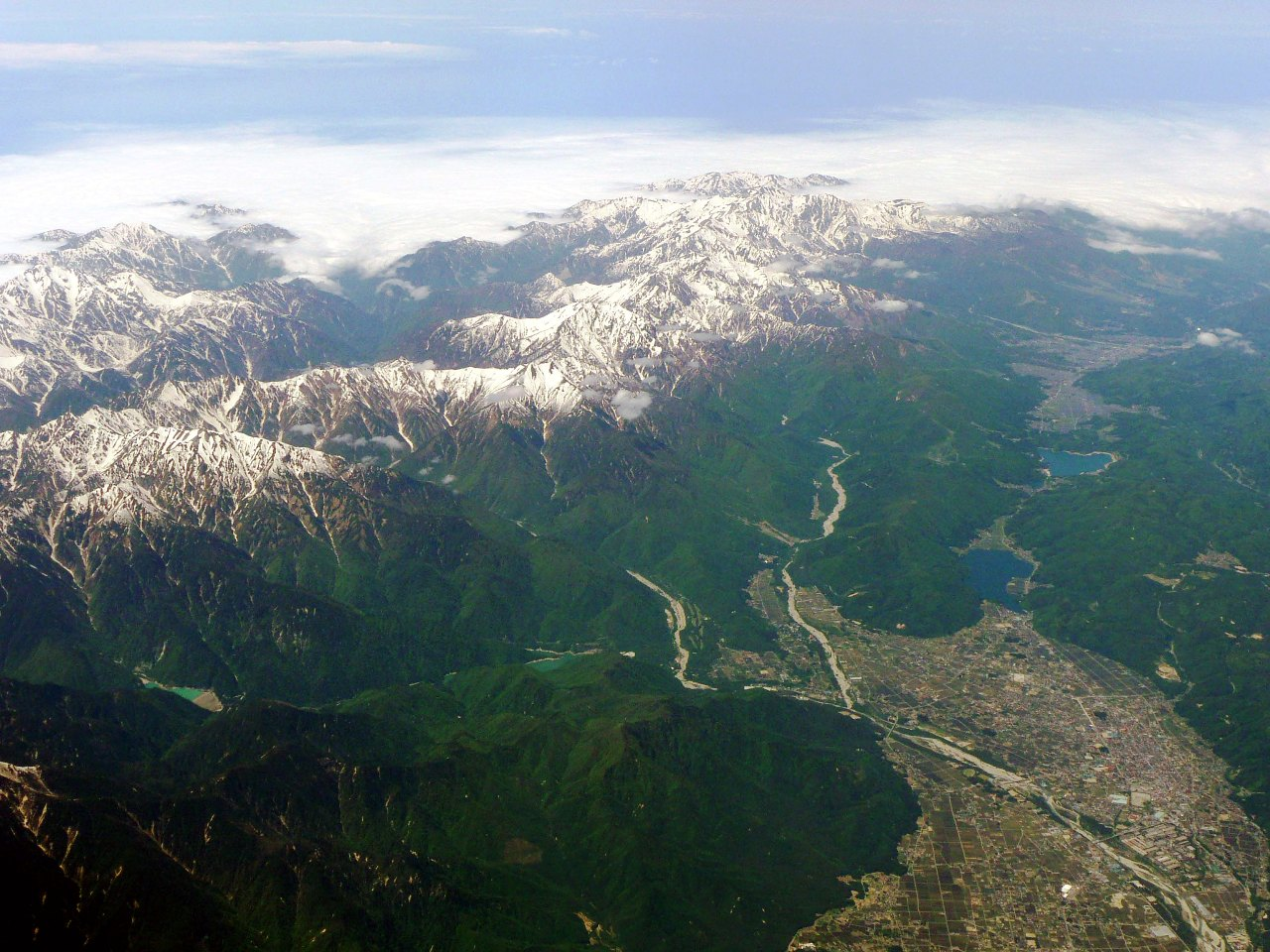
後立山連峰、仁科三湖及び市郊外を流れる高瀬川

長野県の北西部に位置し、市の面積の88パーセントは森林である。

### 位置
信濃川の最上流部にあり、市の西部には標高3,000メートルの広大な北アルプス、東部には1,000メートル近い山々がそれぞれ連なる山岳文化都市である。富山県と長野県を結ぶ「立山黒部アルペンルート」の長野県側の玄関口である。
山に挟まれた盆地を高瀬川が南北に縦断している。

### 地形

#### 地質
北アルプスから流れる鹿島川と高瀬川の扇状地にある。糸魚川静岡線に沿った断層谷を中心に広がる地にあり、多くの地下水が集まって湧出し、冬が長い豪雪地帯でもあるため雪解け水にも恵まれる。古来、これら豊富な水資源を利用した稲作・そばなどの産業が発展した。

#### 山岳
2008年（平成30年）、鹿島槍ヶ岳のカクネ雪渓が日本で4カ所目、長野県内では初めての「氷河」と認定された。
主な山
- 槍ヶ岳
- 野口五郎岳
- 烏帽子岳
- 双六岳
- 大天井岳
- 燕岳
- 餓鬼岳
- 針ノ木岳
- 蓮華岳
- 爺ヶ岳
- 鹿島槍ヶ岳
- 五竜岳
- 鍬ノ峰
- 権現山
- 尼子山

#### 河川・湖沼
北アルプスから出る高瀬川や鹿島川など豊富な水量を誇る複数の河川と、天然の湖である仁科三湖のほか、水力発電のために人工的に造られたダム湖「高瀬ダム」「七倉ダム」「大町ダム」などがある。仁科三湖は湖沼からの湧水を主な水源として天然のため池の役割を果たし、ここで温められた水は農具川によって下流の耕地を潤した。農具川沿いでの稲作は約2000年前に始まったとみられる。市街地には生活用水を供給する呑堰（のみぜき）が巡らされており、町川が流入する要所地には「水分神（みくまりのかみ）」として若一王子神社を祀っている。
主な河川
- 高瀬川
- 土尻川
- 金熊川
- 鹿島川
- 農具川

主な湖
- 仁科三湖
  - 青木湖
  - 中綱湖
  - 木崎湖

### 人口
- DID人口比は19.6%、安曇野市への通勤率は7.9%（いずれも平成27年国勢調査）。
- 長野県内の市では飯山市に次いで2番目に人口が少なく、また箕輪町のそれを下回っている。

| |                                          |  |
| "大町市"と全国の年齢別人口分布（2005年） | "大町市"の年齢・男女別人口分布（2005年） |  |
| ■紫色 ― "大町市" ■緑色 ― 日本全国 | ■青色 ― 男性 ■赤色 ― 女性                |  |
| "大町市"（に相当する地域）の人口の推移 \| 1970年（昭和45年） \| 35,817人 \| \| \| 1975年（昭和50年） \| 37,311人 \| \| \| 1980年（昭和55年） \| 36,083人 \| \| \| 1985年（昭和60年） \| 35,460人 \| \| \| 1990年（平成2年） \| 34,300人 \| \| \| 1995年（平成7年） \| 33,655人 \| \| \| 2000年（平成12年） \| 33,550人 \| \| \| 2005年（平成17年） \| 32,145人 \| \| \| 2010年（平成22年） \| 29,801人 \| \| \| 2015年（平成27年） \| 28,041人 \| \| \| 2020年（令和2年） \| 26,029人 \| \| |                                          |  |
| 総務省統計局 国勢調査より |                                          |  |
| 1970年（昭和45年） | 35,817人                                 |  |
| 1975年（昭和50年） | 37,311人                                 |  |
| 1980年（昭和55年） | 36,083人                                 |  |
| 1985年（昭和60年） | 35,460人                                 |  |
| 1990年（平成2年） | 34,300人                                 |  |
| 1995年（平成7年） | 33,655人                                 |  |
| 2000年（平成12年） | 33,550人                                 |  |
| 2005年（平成17年） | 32,145人                                 |  |
| 2010年（平成22年） | 29,801人                                 |  |
| 2015年（平成27年） | 28,041人                                 |  |
| 2020年（令和2年） | 26,029人                                 |  |

### 隣接自治体
長野県
- 長野市
- 松本市
- 安曇野市
- 北安曇郡：池田町、松川村、白馬村
- 東筑摩郡：生坂村
- 上水内郡：小川村

富山県
- 富山市
- 黒部市
- 中新川郡：立山町

岐阜県
- 高山市

## 気候
寒暖の差が大きく気温の年較差、日較差が大きい顕著な大陸性気候である。旧八坂村地域を除き、豪雪地帯に指定されている。冬季は-15℃前後の気温が観測されることが珍しくなく、寒さが厳しい。
| 大町(1991-2020)の気候  | 大町(1991-2020)の気候 | 大町(1991-2020)の気候 | 大町(1991-2020)の気候 | 大町(1991-2020)の気候 | 大町(1991-2020)の気候 | 大町(1991-2020)の気候 | 大町(1991-2020)の気候 | 大町(1991-2020)の気候 | 大町(1991-2020)の気候 | 大町(1991-2020)の気候 | 大町(1991-2020)の気候 | 大町(1991-2020)の気候 | 大町(1991-2020)の気候 |
| 月                     | 1月                   | 2月                   | 3月                   | 4月                   | 5月                   | 6月                   | 7月                   | 8月                   | 9月                   | 10月                  | 11月                  | 12月                  | 年                    |
| ---------------------- | --------------------- | --------------------- | --------------------- | --------------------- | --------------------- | --------------------- | --------------------- | --------------------- | --------------------- | --------------------- | --------------------- | --------------------- | --------------------- |
| 最高気温記録 °C （°F） | 13.7 (56.7)           | 18.0 (64.4)           | 22.6 (72.7)           | 28.2 (82.8)           | 31.8 (89.2)           | 34.6 (94.3)           | 35.1 (95.2)           | 35.5 (95.9)           | 32.8 (91)             | 28.2 (82.8)           | 24.0 (75.2)           | 18.3 (64.9)           | 35.5 (95.9)           |
| 平均最高気温 °C （°F） | 1.6 (34.9)            | 2.8 (37)              | 7.4 (45.3)            | 15.0 (59)             | 20.8 (69.4)           | 23.8 (74.8)           | 27.2 (81)             | 28.5 (83.3)           | 23.7 (74.7)           | 17.7 (63.9)           | 11.6 (52.9)           | 4.8 (40.6)            | 15.4 (59.7)           |
| 日平均気温 °C （°F）   | −2.8 (27)             | −2.3 (27.9)           | 1.6 (34.9)            | 8.0 (46.4)            | 14.0 (57.2)           | 17.9 (64.2)           | 21.6 (70.9)           | 22.4 (72.3)           | 18.1 (64.6)           | 11.8 (53.2)           | 5.8 (42.4)            | 0.2 (32.4)            | 9.7 (49.5)            |
| 平均最低気温 °C （°F） | −7.5 (18.5)           | −7.4 (18.7)           | −3.4 (25.9)           | 2.0 (35.6)            | 8.1 (46.6)            | 13.2 (55.8)           | 17.4 (63.3)           | 18.0 (64.4)           | 13.9 (57)             | 7.2 (45)              | 0.9 (33.6)            | −3.9 (25)             | 4.9 (40.8)            |
| 最低気温記録 °C （°F） | −17.0 (1.4)           | −18.0 (−0.4)          | −14.5 (5.9)           | −11.1 (12)            | −1.2 (29.8)           | 3.6 (38.5)            | 10.3 (50.5)           | 9.0 (48.2)            | 2.0 (35.6)            | −4.2 (24.4)           | −7.6 (18.3)           | −14.8 (5.4)           | −18.0 (−0.4)          |
| 降水量 mm （inch）     | 84.7 (3.335)          | 78.1 (3.075)          | 100.1 (3.941)         | 98.1 (3.862)          | 111.5 (4.39)          | 159.4 (6.276)         | 195.3 (7.689)         | 136.1 (5.358)         | 165.0 (6.496)         | 129.1 (5.083)         | 69.8 (2.748)          | 78.8 (3.102)          | 1,405.9 (55.35)       |
| 降雪量 cm （inch）     | 164 (64.6)            | 133 (52.4)            | 76 (29.9)             | 5 (2)                 | 0 (0)                 | 0 (0)                 | 0 (0)                 | 0 (0)                 | 0 (0)                 | 0 (0)                 | 6 (2.4)               | 73 (28.7)             | 454 (178.7)           |
| 平均月間日照時間       | 107.2                 | 125.3                 | 163.4                 | 185.1                 | 198.4                 | 146.6                 | 137.4                 | 169.4                 | 118.9                 | 137.6                 | 132.2                 | 108.6                 | 1,730                 |
| 出典：気象庁           |                       |                       |                       |                       |                       |                       |                       |                       |                       |                       |                       |                       |                       |

## 歴史

### 古代
青木湖周辺では約1万5000年前から人々が暮らした。
古城遺跡からは弥生時代の土器が発見されている。
現在の大町市街の一帯は『高根』と呼ばれていた。

### 中世
平安時代
- 豪族仁科氏が伊勢神宮領の荘園「仁科御厨」と皇室領の荘園「仁科荘」を治める。

鎌倉時代
- 仁科氏の城館「天正寺館」を中心に京に倣った都市計画が進められ市場町が形成される（現在の大町市街の原型）。この頃より『大町』と呼ばれるようになる[9]。

### 近世
江戸時代
- 千国街道の宿場・大町宿として整備され物流の中継地点として栄える。

### 近現代
大正時代
- 1922年（大正11年）10月12日 - 高瀬渓谷の噴湯丘と球状石灰石が国の天然記念物に指定される[10]。

昭和時代
- 1954年（昭和29年）
  - 5月4日 - 合併調印式[9]。
  - 7月1日 - 北安曇郡大町・平村・常盤村・社村が合併して発足。市役所は旧大町役場に置かれた（一部は現在、商工会館となっている）[9]

### 現代
平成時代
- 2006年（平成18年）1月1日 - 北安曇郡八坂村・美麻村を編入。

## 行政
市のシンボルマークは、オオヤマザクラ、カタクリ、カモシカ、ライチョウである。ライチョウは市の汚水マンホールのデザインに採用されている。「きらり輝く大町市」をキャッチフレーズに、「まちづくりフォーラム」や「ひとが輝くまちづくり事業」の公開審査などを通して、市民による様々な活動を推奨している。
2013年（平成25年）、移住促進のため「定住促進ビジョン」を掲げた。2012年（平成24年）度には1桁だった移住者の世帯数は、2019年（令和元年）度には年間8倍以上に増加する効果をあげている。

### 市長
- 市長：牛越徹（2006年7月14日就任、5期目）

歴代市長
| 代    | 氏名     | 就任日        | 退任日        |
| ----- | -------- | ------------- | ------------- |
| 1-2   | 松田正人 | 1954年7月25日 | 1962年7月24日 |
| 3-6   | 縣聡     | 1962年7月25日 | 1978年7月13日 |
| 7-9   | 高橋恭男 | 1978年7月14日 | 1990年7月13日 |
| 10-13 | 腰原愛正 | 1990年7月14日 | 2006年7月13日 |
| 14-16 | 牛越徹   | 2006年7月14日 | 現職          |

### 県政機関
- 北アルプス広域連合
- 長野県地方税滞納整理機構
- 長野県後期高齢者医療広域連合
- 北アルプス地域振興局
- 大町建設事務所
- 大町保健福祉事務所
- 北安曇農業改良普及センター
- 中信会計センター大町分室
- 山岳総合センター

## 議会

### 市議会
大町市議会
- 第19期
- 定数：16人
- 任期：2023年4月30日 - 2027年4月29日
- 議長：二條 孝夫
- 副議長：太田 昭司

| 会派名               | 議席数 |
| -------------------- | ------ |
| 政友クラブ           | ５     |
| 市民クラブ           | 2      |
| 日本共産党大町市議団 | 2      |
| 峻嶺会               | 2      |
| 無所属クラブ         | 2      |
| 無会派               | 3      |

### 県議会
- 選挙区：大町市選挙区
- 定数：1人
- 任期：2023年4月30日 - 2027年4月29日
- 投票日：2023年4月9日
- 当日有権者数：22,155人[14]
- 投票率：48.54％

| 候補者名 | 当落 | 年齢 | 所属党派 | 新旧別 | 得票数  |
| -------- | ---- | ---- | -------- | ------ | ------- |
| 奥村健二 | 当   | 57   | 無所属   | 新     | 4,478票 |
| 降旗達也 | 落   | 50   | 無所属   | 新     | 3,891票 |
| 田辺芳宏 | 落   | 75   | 無所属   | 新     | 2,176票 |

### 衆議院
- 選挙区：長野2区（長野市の一部、松本市、大町市、安曇野市、東筑摩郡、北安曇郡、上水内郡）
- 任期：2024年10月27日 - 2028年10月26日
- 投票日：2024年10月27日
- 当日有権者数：376,072人
- 投票率：57.04％

| 当落 | 候補者名 | 年齢 | 所属党派     | 新旧別 | 得票数   | 重複 |
| ---- | -------- | ---- | ------------ | ------ | -------- | ---- |
| 当   | 下条みつ | 68   | 立憲民主党   | 前     | 98,664票 | ○    |
|      | 務台俊介 | 68   | 自由民主党   | 前     | 54,265票 | ○    |
|      | 手塚大輔 | 41   | 日本維新の会 | 新     | 50,961票 | ○    |

## 出先機関・施設

### 国家機関

#### 厚生労働省
- 長野労働局
  - 大町労働基準監督署
  - 大町公共職業安定所（ハローワーク大町）

#### 国土交通省
- 北陸地方整備局 大町ダム管理所
- 北陸地方整備局 松本砂防事務所高瀬川出張所

#### 財務省
国税庁
- 関東信越国税局大町税務署

#### 農林水産省
- 中部森林管理局 中信森林管理署鹿島森林事務所

#### 法務省
- 長野地方法務局大町支局

検察庁
- 長野地方検察庁大町区検察庁

#### 裁判所
家庭裁判所
- 長野家庭裁判所大町出張所

簡易裁判所
- 大町簡易裁判所

### 施設

#### 警察
本部
- 長野県警察 大町警察署

交番
- 信濃大町駅前交番（大町市大町）

駐在所
- 平駐在所（大町市平）
- 常盤駐在所（大町市常盤）
- 八坂駐在所（大町市八坂）
- 美麻駐在所（大町市美麻）

#### 消防
本部
- 北アルプス広域消防本部

消防署
- 大町消防署

#### 医療
主な病院
- 市立大町総合病院

#### 郵便局
集配業務は旧八坂村域のみ生坂郵便局（生坂村）が担当し、それ以外は大町郵便局が担当する。
| 集配郵便局   | 大町郵便局                                                                 |
| 無集配郵便局 | 一本木郵便局、大町北郵便局、平郵便局、美麻郵便局、八坂郵便局               |
| 簡易郵便局   | 大町俵町簡易郵便局、大町南原簡易郵便局、大町宮田簡易郵便局、矢下簡易郵便局 |

#### 文化施設
図書館
- 大町市立大町図書館

博物館・史料館
- 大町山岳博物館
- 大町エネルギー博物館
- 大町市民俗資料館
- アルプス温泉博物館
- 塩の道ちょうじや・流鏑馬会館（旧 塩の道博物館）
- 劇団四季演劇資料センター（旧 劇団四季演劇資料館）

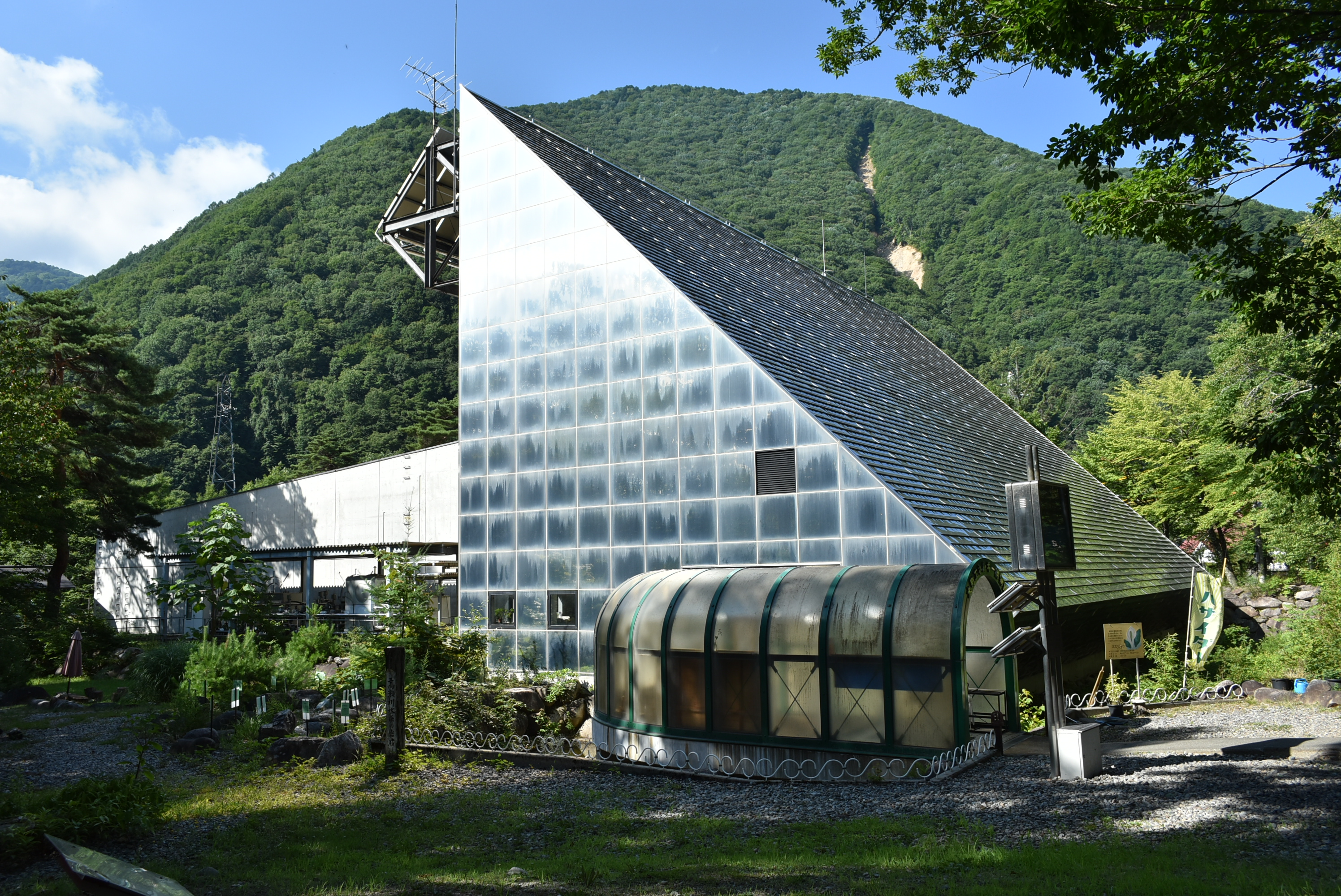
大町エネルギー博物館（2018年7月24日撮影）

## 対外関係

### 姉妹都市・提携都市

#### 国内
姉妹都市
| 都市名 | 地方     | 都道府県名 | 提携年月日                 |
| ------ | -------- | ---------- | -------------------------- |
| 氷見市 | 中部地方 | 富山県     | 1972年（昭和47年）11月20日 |
| 立川市 | 関東地方 | 東京都     | 1991年（平成3年）3月25日   |

#### 海外
姉妹都市
| 都市名           | 国名               | 地域名           | 提携年月日                                                     |
| ---------------- | ------------------ | ---------------- | -------------------------------------------------------------- |
| インスブルック市 | オーストリア共和国 | チロル州         | 1985年（昭和60年）2月18日                                      |
| メンドシーノ     | アメリカ合衆国     | カリフォルニア州 | 1980年（昭和55年）5月 2006年（平成18年）5月 - 旧美麻村より継承 |

## 経済

### 第二次産業

#### 工業
豊かな水と広大な土地を活かした水力発電などにより早期から工業が発達した。工場数では食料関係が多いが、出荷額では窯業や電子にかかわる分野が圧倒的に多い
一般的に窯業とは陶磁器生産のことを指すが、大町市ではレゾナック・ホールディングス（旧　昭和電工）が製造する炭素棒の黒鉛電極のことを言う
水道水源の余剰水や豊富で良質な地下水を有効利用したミネラルウォーターを出荷する各飲料メーカーの製造工場が複数進出している。同じく、良質な地下水を利用した地酒の造り酒屋が3件あり、地ビール工場も新設された。
市内に工場を持つ主な企業
- レゾナック・グラファイト・ジャパン
- ニチコン製箔（ニチコンの子会社）
- フジゲン
- ホクト
- サントリープロダクツ
- アルプスウォーター

工業ダム
- 高瀬ダム - 東京電力の発電専用のダムである。日本で第2位の提供高がある。
- 大町ダム - 洪水調整や上水道のための用水確保のためのダム。
- 七倉ダム - 東京電力の発電用ダム。

### 市内に本社を置く企業
- アルプスケーブルビジョン

### 金融機関
- 八十二銀行　大町支店
- 長野銀行　大町支店
- 松本信用金庫　大町支店
- 長野県信用組合　大町支店
- 長野県労働金庫　大町支店
- 大北農業協同組合

本所、社支所、ときわ支所、大町支所、平支所

## 情報・生活

### マスメディア

#### 放送局
- 大町市ケーブルテレビ

#### 中継局
- 大町テレビ中継局
- 大岡西中継局

### ライフライン

#### 電力
- 大町新堰発電所　2012年5月15日稼働開始

#### 電信
- NTT東日本

組合
- 大町市有線放送電話農業協同組合

## 教育

### 高等学校
県立
- 長野県大町岳陽高等学校

### 中学校
市立
- 大町市立大町中学校

### 小中学校
- 大町市立美麻小中学校
- 大町市立八坂小中学校

### 小学校
2026年度から大町市立大町北部小学校と大町市大町立南部小学校に再編予定。
市立
- 大町市立大町西小学校
- 大町市立大町北小学校
- 大町市立大町東小学校
- 大町市立大町南小学校

### 自動車学校
- 大町自動車教習所

### 山村留学発祥の地
八坂・美麻地区は山村留学制度の発祥地である。
東京の小学校教師・青木孝安が長野県で夏休みに小中学生対象の教育キャンプを実施したが、
- 年齢に合わせた無理のない活動
- 地域住民の指導・協力のもと山村の生活文化をじっくり体験することを重視

するなど当時としては画期的なプログラムが参加者に好評で、長期滞在を希望する声が上がったことからスタートした。
八坂・美麻地区で共用している山村留学センターと地区ごとの山村農家を併用する方式で行われている。

## 交通

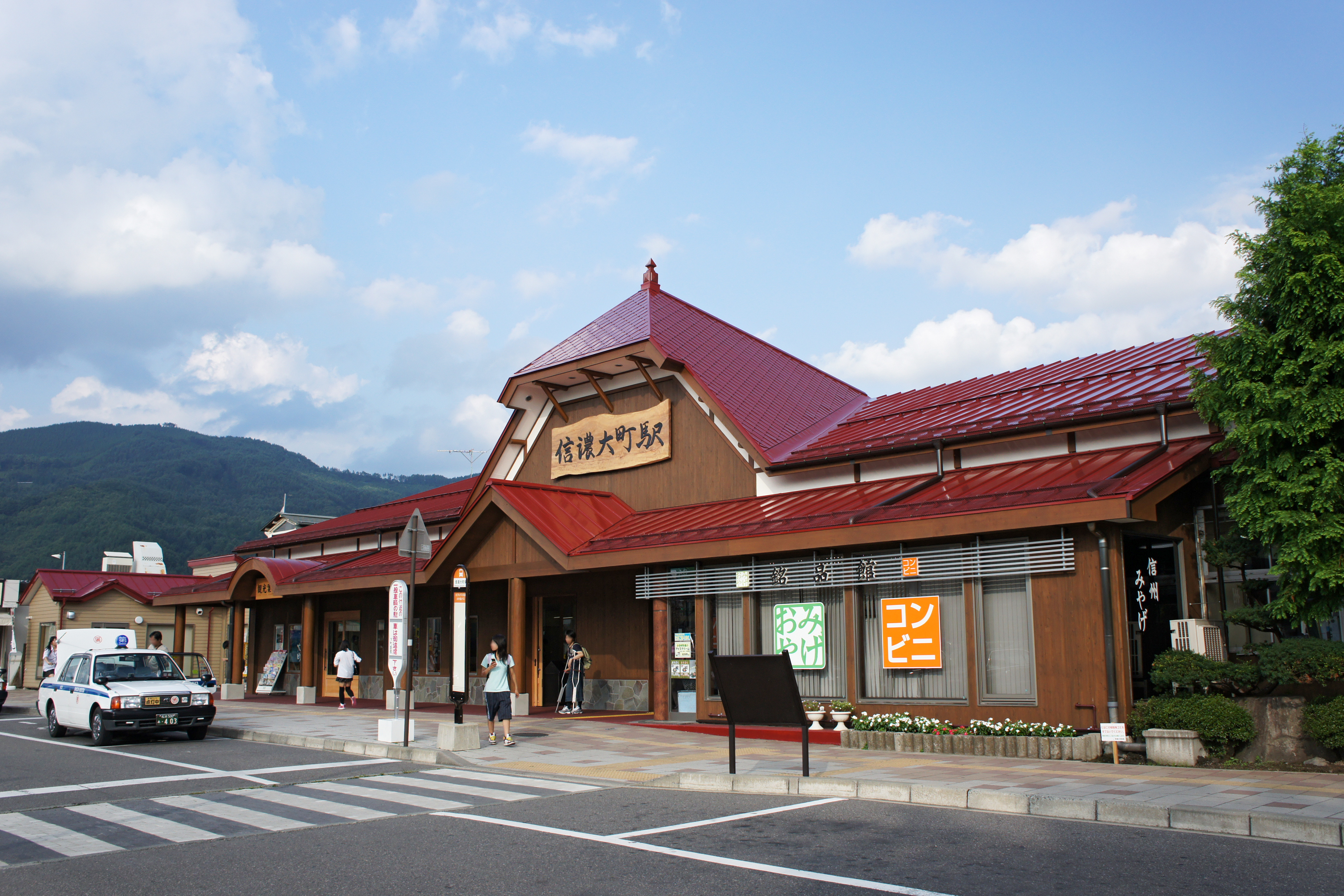
信濃大町駅

### 鉄道

#### 鉄道路線
東日本旅客鉄道（JR東日本）
- 大糸線
  - 安曇沓掛駅 - 信濃常盤駅 - 南大町駅 - 信濃大町駅 - 北大町駅 - 信濃木崎駅 - 稲尾駅 - 海ノ口駅 - 簗場駅

かつては簗場駅 - 南神城駅間にヤナバスキー場前駅があった。

### バス

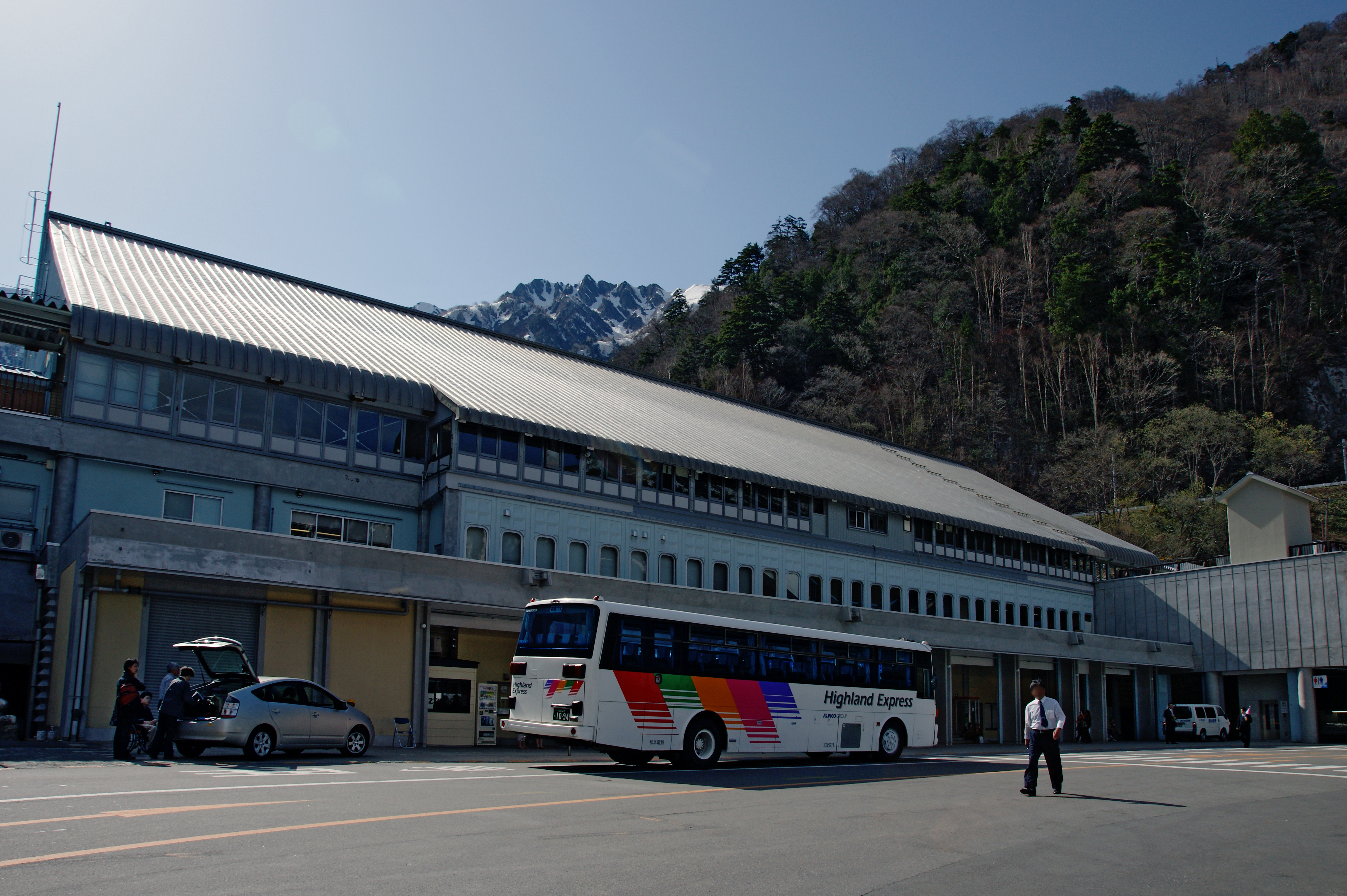
扇沢駅

#### 関電トンネル電気バス（旧トロリーバス）
関西電力
- 関電トンネル電気バス：扇沢駅 - （黒部ダム駅：富山県）

#### 路線バス
- - 信濃大町〜大町温泉郷・日向山高原・扇沢（アルピコ交通・関電アメニックスの共同運行）
  - 長野大町線・長野白馬線（アルピコ交通）
  - 大町市民バス（ふれあい号）

信濃大町駅を起点に市内多方面に運行している。
- - 池田町営バス

池田町方面から市境付近にある正科バス停まで運行しており大町市民バスと乗り継ぐことができる時間帯もある。
- - 信濃大町周遊バス ぐるりん号（季節運行）

ANAホリデイ・インリゾー信濃大町くろよん　- 大町温泉郷 - 信濃大町駅 - 市立大町山岳博物館 - 塩の道ちょうじゃや流鏑馬会館 - 国営アルプスあづみの公園（大町・松川地区） サントリー天然水 北アルプス信濃の森工場 - 安曇野ちひろ美術館 - ラ・カスタ ナチュラルヒーリングガーデン - 仁科神明宮 - 信濃大町駅 - 大町温泉郷 - ANAホリデイ・インリゾー信濃大町くろよん

#### 高速バス
- 安曇野・白馬線（アルピコ交通・京王バス東の共同運行）
  - 白馬八方方面 - 市内では信濃大町駅前に停車する。
  - 扇沢方面 - 市内では信濃大町駅前、大町温泉郷、扇沢に停車する。

### タクシー
タクシーの営業区域は北アルプスあづみの交通圏で、安曇野市・北安曇郡・東筑摩郡北部などと同じエリアとなっている。
- 乗合タクシー

栂池高原と信州まつもと空港を結ぶシャトル便（予約制）が大町温泉郷や信濃大町駅から利用可能である。

### 道路

#### 高速道路
2021年現在、市内に高速道路や地域高規格道路は通っていない。最寄ICは長野道安曇野インターチェンジ、上信越道長野インターチェンジなど。
地域高規格道路
- 松本糸魚川連絡道路（計画中）

市内では高瀬川右岸堤防道路の長野県道306号を活用し、上一北交差点付近から木崎湖トンネル付近まで新設区間となる予定である。新設区間は途中にインターチェンジは中間4ヶ所計画されている。
有料道路
- 立山新道（1880年開通、1883年廃止）

#### 国道
- 国道19号
- 国道147号
- 国道148号
- 国道406号

#### 県道
主要地方道
- 長野県道31号長野大町線（大町街道）
- 長野県道33号白馬美麻線
- 長野県道45号扇沢大町線（大町アルペンライン）
- 長野県道51号大町明科線
- 長野県道55号大町麻績インター千曲線

一般県道
- 長野県道306号有明大町線
- 長野県道324号青具簗場停車場線
- 長野県道325号白馬岳大町線
- 長野県道326号槍ヶ岳線
- 長野県道334号大平大峰沓掛線
- 長野県道393号小島信濃木崎停車場線
- 長野県道394号川口大町線
- 長野県道474号信濃大町停車場線
- 長野県道469号舟場矢下線
- 長野県道496号あづみの公園大町線
- 長野県道497号美麻八坂線

#### 道の駅
道の駅
- ぽかぽかランド美麻

## 観光

### 名所・旧跡
主な城郭
- 森城：県指定史跡

主な神社
- 仁科神明宮
- 若一王子神社
- 阿部神社

主な寺院
- 霊松寺
- 天正寺
- 弾誓寺
- 藤尾覚音寺
- 盛蓮寺

街道
- 千国街道

- 国宝・仁科神明宮本殿（2008年5月撮影）
- 若一王子神社拝殿（2018年7月撮影）
- 青木湖
- 爺ヶ岳から望む蓮華岳と針ノ木岳、眼下に扇沢駅

### 観光スポット
- 立山黒部アルペンルート
- 仁科三湖（青木湖、中綱湖、木崎湖）
- 大町スキー場 - 2007/08シーズンを最後に営業終了
- サンアルピナ青木湖スキー場 - 2008/09シーズンを最後に営業休止
- 鹿島槍スキー場
- 爺ヶ岳スキー場
- ヤナバスキー場 - 2015/16シーズンを最後に営業休止
- 高瀬ダム
- 七倉ダム
- 大町ダム
- 鷹狩山
- 民話の里おおまち　もんぺ家
- 大崎遺跡（日本最古級の縄文クッキーが出土）
- 岩魚郷北条屋敷（黒部岩魚の養殖池）
- 唐花見湿原
- 重太郎 （日本の棚田百選）
- 八坂の大滝
- 旧中村家住宅（美麻地区）

### 宿泊施設
- 大町温泉郷

  - 薬師の湯 - 日帰り温泉施設
  - 祥龍山泉嶽寺
- 木崎湖温泉
- 籠川渓雲温泉
- 葛温泉
- 湯俣温泉

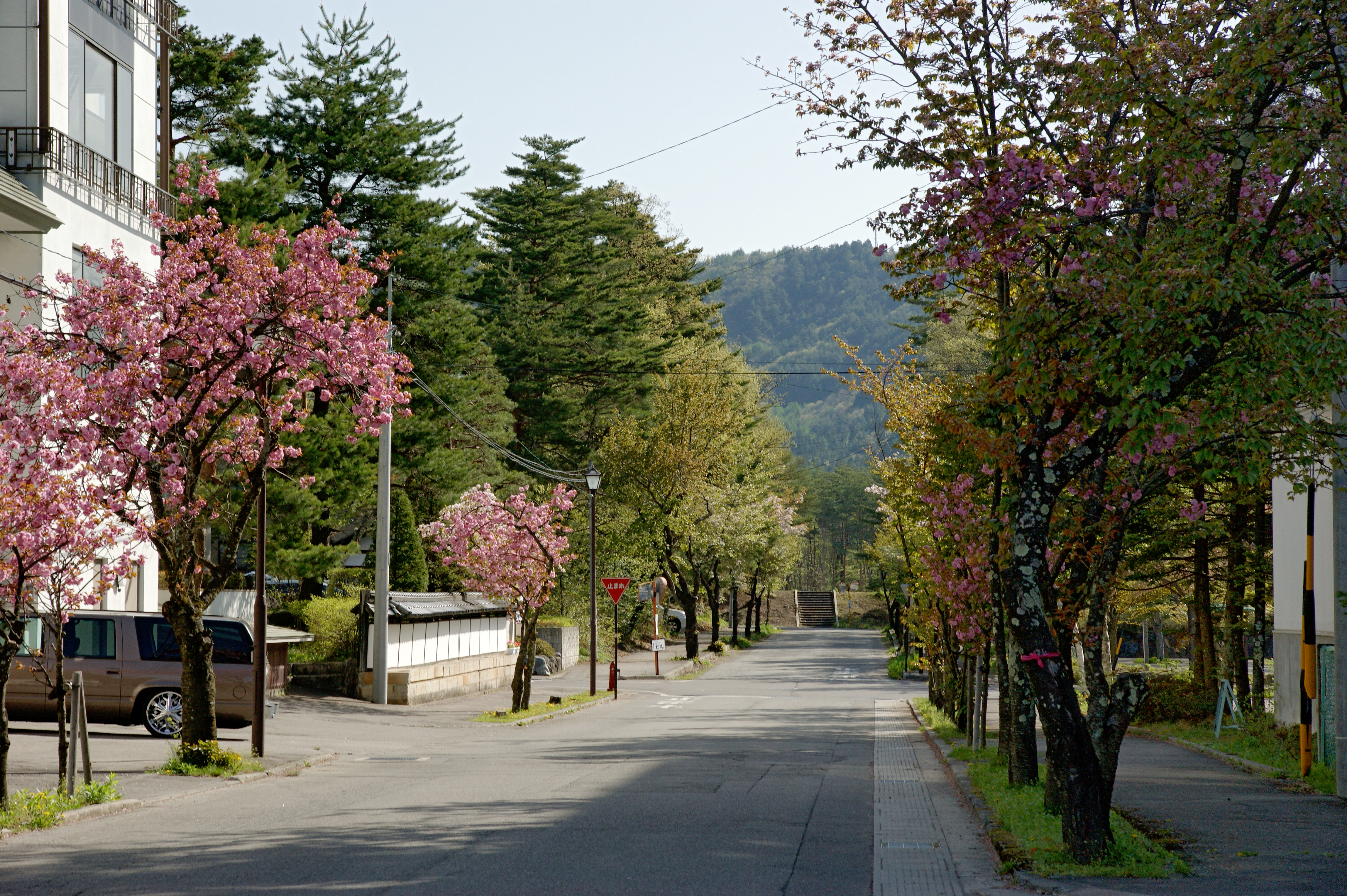
大町温泉郷

- ANAホリデイ・インリゾート信濃大町くろよん（旧：くろよんロイヤルホテル）
- 白馬山麓温泉ユースホステル
- 木崎湖キャンプ場
- 木崎湖POW WOW キャンプ場&アウトドア（旧・木崎湖海ノ口キャンプ場）

## 文化・名物

### 名産・特産
- 黒部ダムカレー
- 地蜂せんべい（画像）
- 松崎和紙

### 登山
大町登山案内者組合
「大町登山案内者組合」は1917年（大正6年）6月、日本初の登山ガイド組織。発足100周年を迎える。
旅館「対山館（たいざんかん）」の経営者百瀬慎太郎（1894年 - 1949年）が質の高い案内人を安定的に提供するため、地元の猟師ら山で働く人を中心に22人をガイドとしてまとめた。定額料金を導入したり、心得や規約を作ったりし、資質の向上に努め、針ノ木小屋建設など針ノ木岳周辺の環境整備にも尽力。こういった活動は模範となり、各地に同様の組合ができた。
百瀬は対山館を訪れる著名な登山家らと交流する中で、新しい海外の登山文化などを取り入れていた。組合の拠点だった対山館はサロンのような山の情報の交流・発信場になり、近代登山の発達に影響を与えた。

## 出身関連著名人
- 縣秀彦（天文学者）
- 有賀リエ（漫画家）
- 岩波洋造（植物学者）
- 上田瑠偉（トレイルランニング競技者）
- 遠藤湖舟（写真家）
- 奥原希望（バドミントン選手）
- 川井英良（公安調査庁長官）
- 合津直枝（脚本家）
- 志賀大介（作詞家）
- 関口武（地理学者）
- 関根日出男（翻訳家）
- 高橋将市（文化放送アナウンサー）
- 鉄拳（お笑いタレント）
- 中島信子（児童文学作家）
- 西沢俊夫（実業家、東京電力元社長）
- 新津きよみ（小説家）
- 羽田健三（生物学者）
- 村瀬清（政治家）
- 森本信男（地球科学者）
- 米田建三（政治家）
- 山崎登（NHK解説委員室、元アナウンサー）
- 横山タカ子（料理研究家）
- 渡辺邦斗（俳優）

## 作品
大町市を舞台とした作品

### 小説
- 眼の壁、影の地帯（いずれも松本清張の小説。仁科三湖周辺が舞台となった）
- サイレント・ブラッド　北林一光の小説

### アニメ
- おねがい☆ティーチャー（木崎湖周辺が舞台となった）
- おねがい☆ツインズ（上に同じ）
- あの夏で待ってる（最終話に木崎湖周辺が舞台となる）
- あさっての方向。（信濃大町駅と思われる駅舎が登場）